# Châtelus-Malvaleix
 Châtelus-Malvaleix  es una localidad y comuna de Francia, en la región de Lemosín, departamento de Creuse, en el distrito de Guéret. Es la cabecera del cantón de su nombre, aunque Genouillac y Clugnat la superan en población.
Su población en el censo de 1999 era de 569 habitantes.
Está integrada en la Communauté de communes de la Petite Creuse.

## Demografía
| 759 | 710 | 641 | 585 | 558 | 569 |
| Para los censos de 1962 a 1999 la población legal corresponde a la población sin duplicidades (Fuente: INSEE [Consultar]) |     |     |     |     |     |